# NGC 5269
NGC 5269 ist ein offener Sternhaufen (Typdefinition „OCL“) im Sternbild Zentaur. Er wurde am 24. April 1835 von John Herschel mit einem 18-Zoll-Spiegelteleskop entdeckt, der bei zwei Beobachtungen „cluster class VII. Poor, large, loose irregular figure; fills field; stars 12th mag.“ und „fine rich milky way group, or rather outlying cluster of a much finer cluster following it“ notierte.